# Condition des femmes au Soudan
La condition des femmes au Soudan est contrastée selon les domaines, et particulièrement influencée par la guerre.

## Situation juridique et politique

### Participation à la vie politique
Les femmes soudanaises obtiennent le droit de vote en 1953 et participent à la vie politique. La constitution soudanaise réserve aux femmes un quota de 25 % de sièges à l'Assemblée Nationale.

### Droit de la famille
La polygamie est autorisée au Soudan. Un homme peut avoir jusqu'à quatre femmes, sauf si la femme qu’il a épousée en premier fait notifier l’exclusion de la polygamie dans le contrat de mariage. Dans le couple, le mari détient tous les droits ; la femme n’existe pas vis-à-vis de la loi et n’est pas imposable sur ses biens personnels. Le droit de la famille au Soudan confère aux hommes des pouvoirs sur le corps des femmes sans que les limites de cette « tutelle » masculine soient explicitement définies. Si une femme soudanaise veut se marier ou divorcer, elle doit obtenir l’autorisation légale d’un tuteur masculin. Leur lutte concerne aussi le droit à obtenir et conserver la garde de leurs enfants, qui se fait toujours au détriment des femmes, et leur droit à choisir librement leur mari.

### Droit pénal
Le code pénal soudanais inspiré de la charia est inadapté pour protéger les femmes victimes de violence. Celui-ci ne fait aucune différence entre les violences physiques et le viol, et limite l’appel à la justice de la part des femmes en assignant à la victime plaignante la charge de la preuve. En outre, l’État, tant au niveau législatif qu’exécutif, se rend complice de ces violences via les forces de l'ordre, qui font régulièrement usage de violences sexuelles contre les femmes manifestantes comme stratégie d’intimidation. La loi islamique leur permet d'emprisonner les femmes en invoquant l’argument du « désordre » : en l’absence d’un code juridique qui réglemente l’application de cette loi, plusieurs femmes, et notamment des activistes politiques, sont condamnées. Par exemple, elles peuvent être arrêtées pour le port de pantalon ou pour avoir marché dans des lieux publics avec un ami. La loi a également été utilisée comme prétexte pour commettre des crimes : c’est le cas de l’artiste et activiste Safia Ishag qui, actuellement en exil, a été victime d’un viol collectif en 2011 commis par des membres de la police lorsqu’elle était en détention.

## Travail
En 2012, 30,9 % des femmes soudanaises ont une activité professionnelle dans la main-d'œuvre « formelle » contre 76,9 % des hommes.

## Éducation
La différence d'éducation entre les garçons et les filles est l'une des inégalités les plus évidentes et les plus critiques au Soudan. En général, les filles apprennent seulement à lire et à écrire, ainsi que quelques notions d'arithmétique, et quittent l'école lorsqu'elles atteignent la puberté, ce qui coïncide avec six années d'école primaire. L'indice de parité entre les sexes dans l'enseignement primaire au Soudan en 2006 est de 0,8. 
La première promotion d'étudiante à terminer des études à l'université date de 1930. En 2017, les femmes sont majoritaires dans les universités (52 % contre 48 % pour les hommes). Ces chiffres sont cependant à nuancer, car les familles qui le peuvent payent des études à l'étranger pour les hommes. Bien que la volonté de s'instruire soit une motivation première, la nécessité d'un revenu supplémentaire dans un contexte économique où le revenu du chef de famille ne suffit plus pousse les femmes à aller à l'université afin de trouver un travail ensuite.

## Violences
Selon la journaliste et militante soudanaise Raga Makawi : « La violence envers les femmes au Soudan n’est pas épisodique, elle est une composante culturelle de la société. ».

### Mutilations sexuelles
Les mutilations génitales concernent 87,6 % des femmes âgées de 15 à 49 ans au Soudan, l'un des taux les plus élevés au monde. 
L'excision est couramment pratiquée au Soudan par les communautés musulmanes, mais pas par les communautés chrétiennes.  L'excision « pharaonique », qui consiste, en plus de l’excision « traditionnelle », à suturer presque entièrement la vulve, est interdite par la loi soudanaise, mais encore pratiquée dans plusieurs régions du pays. 
En 2020, le Soudan criminalise les mutilations génitales féminines (MGF). Toute personne qui pratique des MGF, que ce soit dans un établissement médical ou ailleurs, est passible de trois ans d'emprisonnement et d'une amende.

### Violences sexuelles
Les femmes et les filles sont couramment victimes de violences sexuelles, tendances qui s'aggravent en contexte de guerre,,. Le Fonds des Nations unies pour la population déplore des viols, des kidnappings, des mariages forcés et des mariages d’enfants. 
La législation soudanaise ne fait pas de différence entre le viol et les violences physiques, tandis que les relations sexuelles hors mariage restent très stigmatisées, qu’elles soient forcées ou non. Malgré sa popularité, la révolution soudanaise de 2018-2019 qui a conduit à la chute d’Omar Al-Bachir n’a pas changé cette situation. Au contraire, lors du massacre de Khartoum le 3 juin 2019, plus de 200 personnes ont été assassinées, 70 femmes violées et de nombreuses personnes ayant très probablement subi des actes de torture ou des agressions sexuelles ont disparu. Ces atrocités a été commises par les forces de soutien rapide. La mission d'établissement des faits de l'ONU recense au moins 400 cas de viols ; comme le souligne la la directrice régionale de l'Initiative stratégique pour les femmes dans la Corne de l'Afrique (SIHA) Hala al-Karib, ce chiffre est encore susceptible d'être sous-estimé du fait d'un défaut de couverture de certaines régions du Darfour, du Kordofan et du Nil bleu.

## Santé
Au Soudan, les femmes n'ont pas le même accès aux soins de santé que les hommes. Le taux de mortalité maternelle est une mesure essentielle de l'accès aux services de santé de base. Ce taux définit le décès des femmes enceintes et est directement lié aux niveaux de services de santé disponibles. En 2008, le taux de mortalité maternelle au Soudan était de 750 pour 100 000 naissances vivantes, alors qu'il est de 9,1 pour 100 000 naissances vivantes dans un pays développé comme les États-Unis. Le taux de fécondité des adolescentes fait partie des objectifs du millénaire pour le développement. Le taux de fécondité des adolescentes est une mesure des naissances chez les adolescentes pour 1 000 femmes. Le taux pour le Soudan en 2011 est de 61,9 pour 1 000. La santé reproductive est une autre composante essentielle de la santé des femmes au Soudan. Le taux de prévalence de la contraception chez les femmes mariées âgées de 15 à 49 ans en 2009 est de 8 %, alors qu'il est de 73 % pour la même population de femmes aux États-Unis. Le taux de femmes ayant bénéficié d'au moins une visite prénatale entre 2005 et 2009 est de 64 %. De même, le taux d'accouchements par un professionnel de la santé qualifié entre 2005 et 2009 est de 49 % au Soudan. Enfin, l'indice synthétique de fécondité pour les femmes au Soudan en 2021 est de 4,5. Il s'agit du nombre moyen d'enfants que met au monde une femme au cours de sa vie, dans des conditions normales.

## Vêtements
L'article 152 du Code pénal soudanais de 1991 sanctionne le port de « vêtements indécents ou immoraux ». En vertu de cette loi, le 3 juillet 2009, 13 femmes sont arrêtées à Khartoum pour avoir porté un pantalon. Dix d'entre elles plaident coupable et sont sanctionnées par 10 coups de fouet et une amende de 250 livres soudanaises. Sur ces 13 femmes, trois avaient moins de 18 ans.
Le 26 novembre 2019, le gouvernement abolit la loi sur l’ordre et la morale publique qui interdit, entre autres, aux femmes de porter le pantalon,. Mais ces nouveaux acquis sont remis en cause par le nouveau gouvernement après le coup d'État de 2021.

## Indice d'inégalité de genre
L'indice d'inégalité de genre (IGG) est une mesure de la disparité entre les sexes qui est introduit dans le Rapport sur le développement humain de 2010. Les indices de développement humain sont des classifications relatives parmi les 187 pays désignés comme très élevés, élevés, moyens (chacun avec 47 pays), et faibles (avec 46 pays). Le rapport 2013 du Programme des Nations unies pour le développement (PNUD) classe le Soudan au 129e rang sur 147 pour l'indice d'inégalité entre les sexes, ce qui le place dans le quartile inférieur du développement humain. Cet indice est un calcul du taux de mortalité maternelle, du taux de fertilité des adolescentes, du nombre de femmes siégeant au parlement national, de la population ayant au moins un niveau d'éducation secondaire et du taux de participation à la population active. Les chiffres du rapport 2012 du PNUD concernant le Soudan, comparés à la moyenne des pays de la catégorie « faible développement humain », sont présentés ci-dessous.
|                                                | IIG   | Taux de mortalité maternelle | Taux de fécondité des adolescentes | Sièges au Parlement national (femmes) | Population ayant fait des études secondaires (femmes) | Population ayant fait des études secondaires (hommes) | Taux d’activité (femmes) | Taux d’activité (hommes) |
| Moyenne des pays à faible développement humain | 0,578 | 405                          | 86,0                               | 19,2 %                                | 18,0 %                                                | 32,0 %                                                | 56,4 %                   | 79,9 %                   |
| Soudan                                         | 0,604 | 730                          | 53,0                               | 24,1 %                                | 12,8 %                                                | 18,2 %                                                | 30,9 %                   | 76,5 %                   |

La disparité entre les femmes et les hommes dans la population active est particulièrement déconcertante. 76,9 % des hommes sont actifs dans la main-d'œuvre « formelle », contre 30,9 % des femmes. Ainsi, près de 50 % plus d’hommes participent à des activités économiques que de femmes. Le Soudan est moins bien classé dans toutes les catégories que la moyenne des pays à faible développement humain, à l'exception du taux de fécondité des adolescentes et du nombre de sièges occupés par des femmes à l'Assemblée nationale.

## Impact de la guerre civile soudanaise
Les femmes sont particulièrement victimes des violences exercées par les belligérants pendant la guerre civile soudanaise.
Dans un message diffusé sur les réseaux sociaux, un membre des forces de soutien rapide revendique le fait que les femmes font partie du butin de guerre et que, par conséquent, elles deviennent leur droit exclusif et incontestable. En réaction, certaines femmes soudanaises s'engagent dans les forces armées pour se défendre, principalement contre les FSR accusées d'exactions, notamment de viols de guerre. Des réseaux d'entraide entre femmes victimes de violence se mettent également en place, via lesquels s'échangent notamment des contraceptions et des antiviraux. Malgré tout, la résistance des femmes et leur adaptation en temps de guerre se heurte aux droits limités dont elles disposent en temps de paix.